# Tapio Korjus
Tapio Korjus (Hamina, Finlandia, 10 de febrero de 1961) es un atleta  retirado, especializado en la prueba de lanzamiento de jabalina en la que llegó a ser campeón olímpico en 1988.

## Carrera deportiva
En los JJ. OO. de Seúl 1988 ganó la medalla de oro en el lanzamiento de jabalina, llegando hasta los 84.28 metros, superando al checo Jan Zelezny y a su compatriota el también finlandés Seppo Räty.